# Felip Pedrell i Sabaté
Felip Pedrell i Sabaté (Tortosa, Baix Ebre, 19 de febrer de 1841 - Barcelona, 19 d'agost de 1922) fou un compositor, pedagog musical, musicòleg, professor i crític musical català, capdavanter del nacionalisme musical a Catalunya al segle xix.
Gràcies als seus viatges a Itàlia i a França, Pedrell va ser el primer músic modernista català a contactar amb la música estrangera. Aquest contacte va ser essencial per a definir les seves futures tendències musicals com a compositor de música culta i popular. Va ser un dels introductors a Catalunya i a Espanya de la música de Wagner ja que Pedrell creia que Wagner era una figura a seguir per a un futur musical basant-se en el món clàssic i proposava una revolució de l'harmonia i de la instrumentació. També, a part d'escriure música, va estudiar la música catalana i espanyola medieval i renaixentista i tanmateix va mostrar un interès pel folklore.
Pedrell establí els primers contactes amb la musicologia a nivell internacional i fou el fundador dels estudis musicològics als Països Catalans i a Espanya. També destacà com a editor de música culta i popular, així com de reculls d'articles i treballs diversos. Amb la seva personalitat, renovà el llenguatge musical i fou l'iniciador d'un teatre líric nacional. Els seus deixebles més notables foren Enric Granados, Manuel de Falla, Robert Gerhard, Isaac Albéniz, Lluís Millet, Cristòfor Taltabull, Fèlix de Santos, Conrad Abelard Fontova i Planes i Antoni Noguera.
El fons personal de Felip Pedrell es conserva a la Biblioteca de Catalunya.

## Biografia

### Tortosa

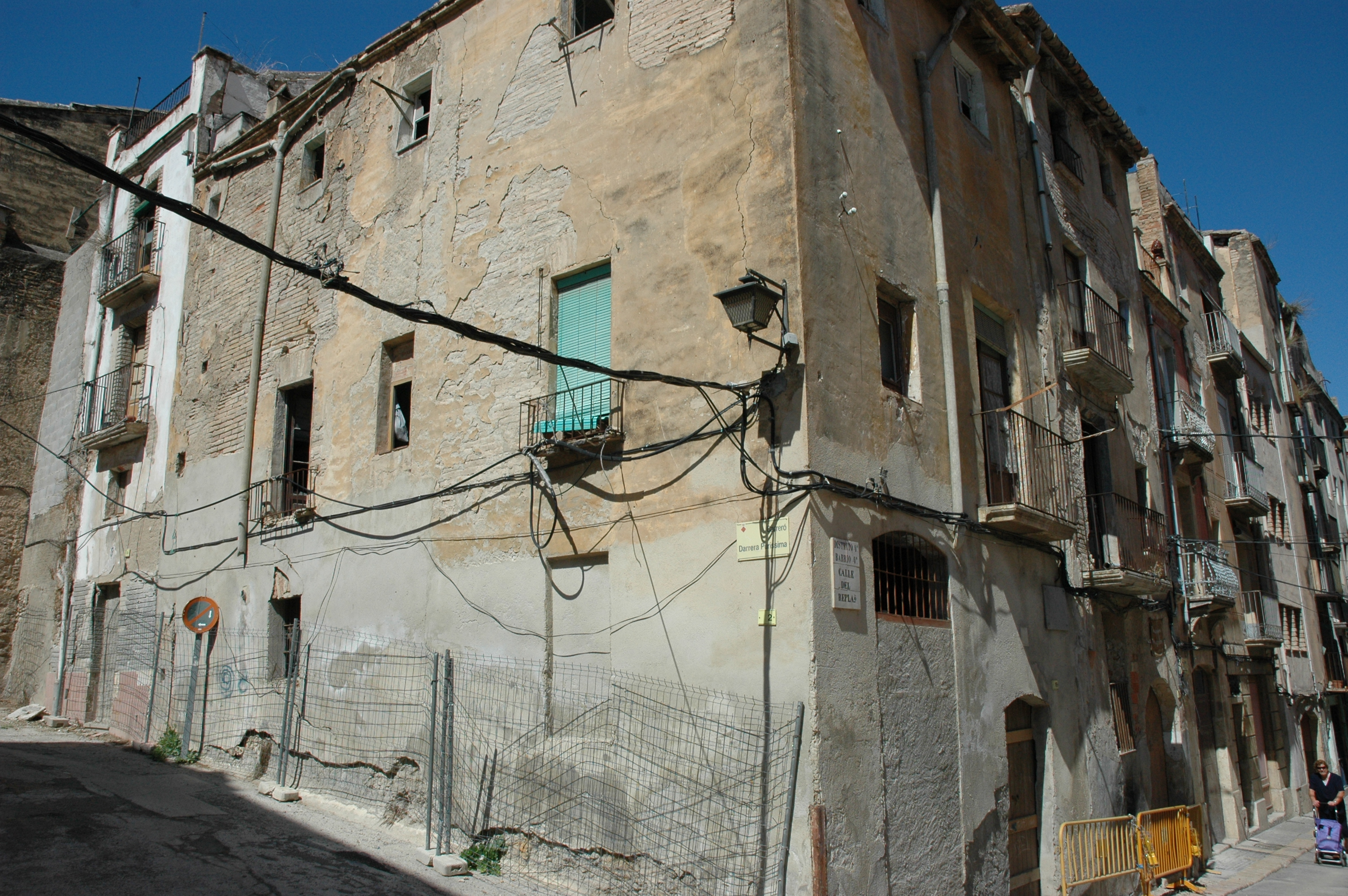
Casa natal del compositor al carrer del Replà, núm. 16, tal com era l'agost de 2010, uns mesos abans que s'ensorrés

Fill de Felip Pedrell i Casado i Maria Sabaté Colomé, nasqué al carrer del Replà, núm. 16, de Tortosa, tal com ho acreditava una placa abans que s'ensorrés el 18 de març de 2011. Durant la seva infància, ingressà com a nen cantor a l'escolania de la catedral de Tortosa, on fou deixeble del mestre de capella Joan Nin i Serra, al qual tenia en gran estima i el considerava el seu "únic mestre". Romangué allà uns set anys, fins que li canvià la veu. En sortir de la catedral visqué a casa dels seus pares. Llevat d'aquest breu aprenentatge a la seva ciutat natal, Pedrell va ser tota la seva vida un autodidacte.
Es casà el 29 de setembre de 1867 amb Carme Domingo Estrany, que morí a l'any següent a les poques setmanes del naixement de la seva filla Carme. Va ser oncle del compositor uruguaià establert a l'Argentina, Carlos Pedrell (1878 - 1941).

### Barcelona

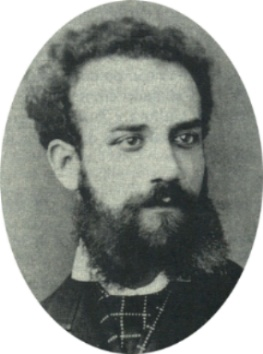
Felip Pedrell al voltant de 1870

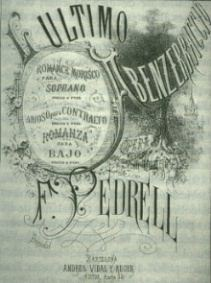
Cartell de L'ultimo abenzeraggio

El 1873, amb 32 anys, decidí de viure a Barcelona com a segon director d'orquestra del Teatre Circ Barcelonès, el tercer teatre en importància de la ciutat per les dimensions i la qualitat dels espectacles, després del Principal i el Liceu. Era una companyia de sarsuela, gènere en el qual sobresortí en les produccions pròpies dels anys setanta, enmig d'altres òperes com Quasimodo (1875) o Cléopâtre (1878), entre molts altres projectes de música escènica. El 14 d'abril de 1874, estrenà al Liceu amb un cert èxit la seva primera òpera en italià L'ultimo abenzeraggio, basada en un text de Chateaubriand, composta el 1867 i de la qual faria diverses versions fins a la definitiva del 1889.
De la mateixa època daten una sèrie d'articles a la revista España musical, així com els opuscles Apuntes y observaciones sobre estética musical, Gramática musical i la petita enciclopèdia Los problemas del pianista.

### Roma i París
Després de l'èxit de l'estrena, també al Liceu, de la seva segona òpera Quasimodo, l'argument de la qual havia estat tret de la cèlebre novel·la de Victor Hugo, Notre Dame de Paris, escrigué diverses composicions de música sacra i, el 1876, es traslladà a Roma pensionat per les diputacions de Tarragona i Girona. El 1877, s'instal·là durant dos anys a París, on escrigué el poema simfònic El cant de les muntanyes, un quartet de corda,7 i el poema líric Il Tasso. La seva òpera Cléopâtre fou premiada a Frankfurt.
Els tres anys d'estada a Europa van esperonar la seva vocació per la composició i la recerca musicològica. En aquest viatge entrà en contacte amb les biblioteques i estudià particularment la història musical del segle xvi, estètica i folklore. Partidari del mètode, la monografia i l'edició de fonts, els seus criteris historiogràfics suposen un gran avenç respecte als procedents d'històries generals i de la civilització de tradició il·lustrada.

### Barcelona

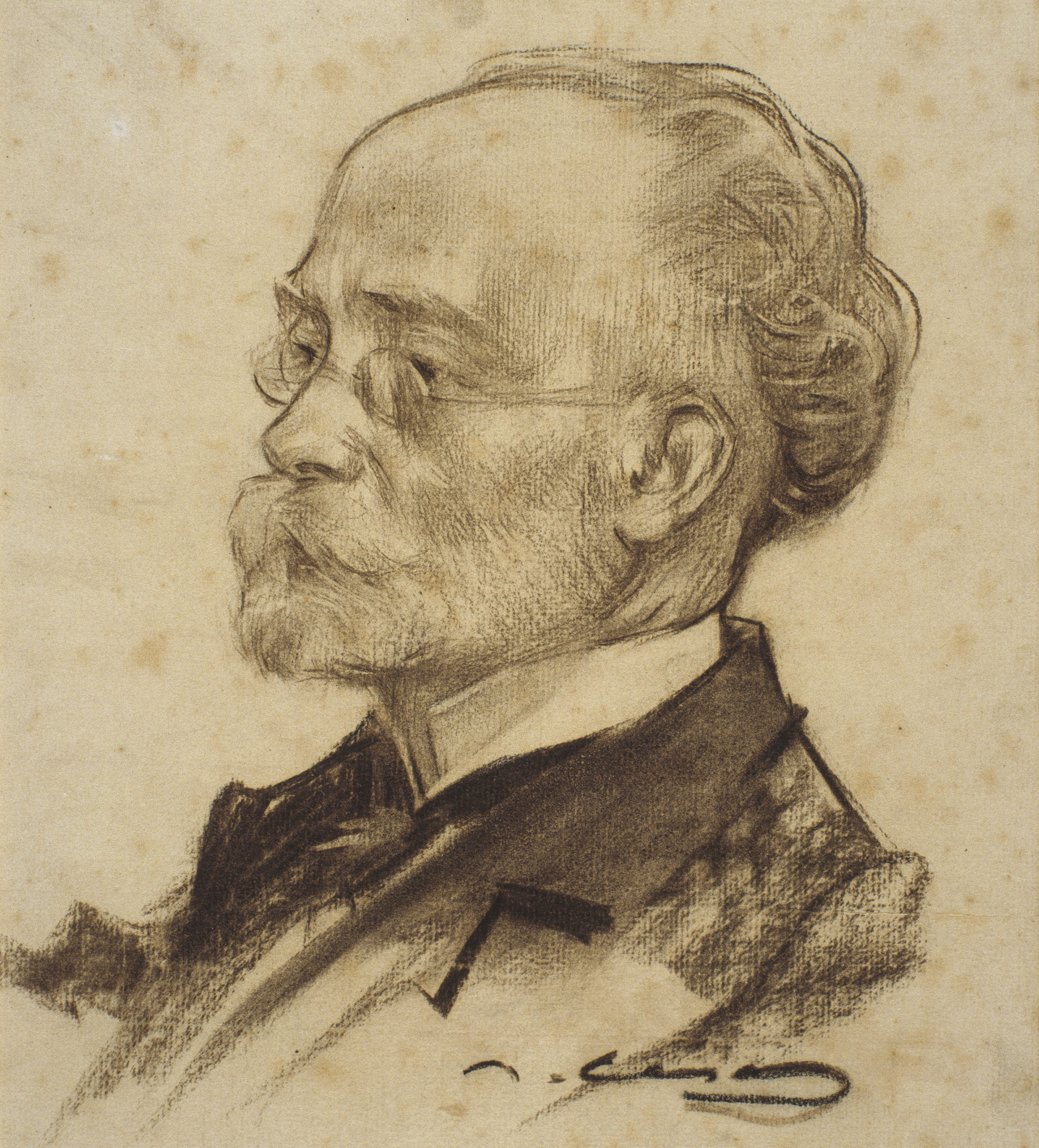
Felip Pedrell vist per Ramon Casas (MNAC)

A partir de 1882, emprengué amb ardor infatigable diverses publicacions, que van quedar incompletes o fracassaren per falta d'ambient.
Fou mestre de capella de l'església de Santa Anna de Barcelona (1883). A Barcelona mateix, fundà les revistes, de curta vida, Salterio Sacro-hispano (1882-1883) i Notas musicales y literarias (1883), en què defensà la música sacra, un dels seus temes d'investigació per excel·lència juntament amb el cant popular. El 1888, fundà La Ilustración Musical Hispano-Americana i publicà Los músicos españoles en sus libros.
A Barcelona, entre el 7 d'agost de 1890 i el 6 de juny de 1891, va compondre un dels cims de la seva producció, l'òpera Els Pirineus, amb text de Víctor Balaguer i concebuda com una trilogia wagneriana. El Pròleg l'estrenà al Liceo Benedetto Marcello de Venècia el 1897, i la versió completa el 4 de gener de 1902 al Gran Teatre del Liceu. Tot seguit publicà l'opuscle Por nuestra música, una obra en la qual volgué aclarir els seus ideals estètics, on es reflecteix la preocupació de Pedrell pel tema de l'òpera nacional, i que va acabar convertint-se en l'autèntic manifest del nacionalisme musical.

### Madrid
El 1894 es traslladà a Madrid amb l'esperança de poder-hi estrenar Els Pirineus, que ja havia rebut un premi del Teatro Real. S'hi va estar deu anys i hi estrenà l'òpera La Celestina el mateix any que Els Pirineus s'estrenaven al Liceu. Fou nomenat catedràtic de conjunt vocal del Conservatori de Madrid i tingué, entre altres alumnes, Julio Gómez García i Rafael Mitjana i Gordon en musicografia, i ingressa a l'Academia de Bellas Artes. Començà a publicar el Diccionario biográfico y bibliográfico de músicos y escritores de música españoles, portugueses e hispano-americanos, antiguos y modernos i la Hispaniae Schola Musica Sacra. Començà també a publicar les obres completes de Victoria. El 1898, aparegué a Alemanya el seu Folklore musical castillan du XVIe siècle.

### Barcelona

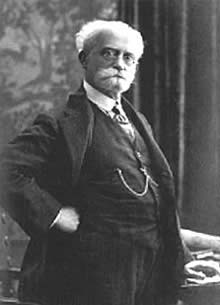
Felip Pedrell al voltant de 1920

Va tornar definitivament a Barcelona el 1904, cansat de la indiferència que els ambients madrilenys demostraven cap a la seva obra, pendents del purisme de la sarsuela. Hi estrenà la tercera òpera del cicle El comte Arnau. A partir de llavors, va tenir forts lligams amb l'Institut d'Estudis Catalans i l'Orfeó Català.
La creació del Departament de Música de la Biblioteca de Catalunya fou deguda a una proposta de Felip Pedrell. El mes de desembre de 1917, Pedrell feu donació a l'Institut d'Estudis Catalans del seu ric arxiu musical, format per les seves pròpies obres i d'altres compositors, tant manuscrites com impreses, a més de tota la seva correspondència personal i professional, i la seva biblioteca. Aquesta donació va ser feta amb la condició que es creés el departament de musicologia. Els seus fons s'uniren a la col·lecció que reuní Joan Carreras i Dagàs. El mateix Pedrell en va fer el catàleg, que es publicà l'any 1909 en dos volums.
Foren cèlebres els seus cicles d'articles sobre Músics vells de la terra publicats a la Revista Musical Catalana des de 1904 fins a 1910 i, sobretot, pel ressò que tingué en el camp de la pedagogia el cicle de conferències sobre formes musicals que Pedrell va impartir a l'Acadèmia Granados entre 1905 i 1906.

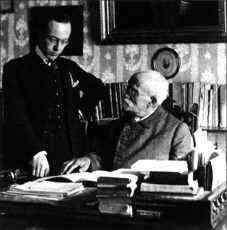
Felip Pedrell amb Robert Gerhard

El 1905, publicà El organista litúrgico español i el 1908 l'Antologia de organistas clásicos españoles.
El 1910 es traslladà a Buenos Aires per a assistir a l'estrena de Els Pirineus en versió castellana. El 1913 acabà la publicació de les obres de Victoria, iniciada el 1898 per encàrrec d'una editora de Leipzig.
El seu últim alumne, Robert Gerhard, es presentà com a compositor a l'Associació d'Amics de la Música sota el guiatge de Pedrell, el 1918. Pedrell va dir que Gerhard havia estat el seu millor fruit com a pedagog i el seu àlter ego.
Publicà la seva autobiografia en dues parts: Jornadas de arte (París, P. Ollendorf, 1991), que comprèn els anys 1841-1891, i Jornadas postreras (Valls, Castells, 1922), sobre els anys 1903-1912.

## Labor musicològica
El més important de les seves comeses va consistir en la creació de la musicologia moderna espanyola. Va ser el primer músic que es va encarregar d'estudiar la música tradicional o folklòrica espanyola (etnomusicologia), trobant particularment en el flamenc l'objecte i inspiració adequats per a emprendre la cerca d'una música nacional o de caràcter propi a Espanya. Del flamenc, n'apuntà un origen a l'Imperi Romà d'Orient. D'altra banda, va ser editor i estudiós de l'obra de Tomás Luis de Victoria, reivindicant la gran tradició renaixentista espanyola conduent al Barroc.
Gràcies sobretot a la gran labor de Pedrell, els compositors espanyols van començar a incloure temes, ritmes i escales propis de la tradició espanyola, creant el que es coneix com a "nacionalisme musical espanyol".
Entre els seus principals deixebles directes es troben Isaac Albéniz, Enrique Granados, Cristòfor Taltabull, Pedro Blanco López, José María Peris Polo i Manuel de Falla. D'aquesta manera, cal dir que Pedrell enllaça i recondueix l'universalisme musicològic d'Antonio Eximeno a les necessitats teòriques i pràctiques de la música espanyola de la seva època en correspondència amb les altres importants europees.
Felip Pedrell representa després de l'universalista Antoni Eiximeno i Pujades (1729-1808) el cim, o un dels dos grans moments, de la musicologia espanyola moderna. Cal afirmar que va prosseguir la construcció musical espanyola empresa per aquest projecte.

## Deixebles[calcitació]
- Isaac Albéniz i Pascual[29]
- Higini Anglès i Pàmies[30]
- Francesc Alió i Brea[31]
- Lluís Arnau i Palomar
- Josep Barberà i Humbert
- Pedro Blanco López[32]
- Lluïsa Bosch i Pagès
- Maria Carratalà i Van den Wouver
- Josep Català i Rufà[33]
- Miquel Domènech i Español
- Matilde Escalas i Xamení[34]
- Manuel de Falla y Matheu[35]
- Conrad Abelard Fontova i Planes[36]
- Narcisa Freixas i Cruells[37]
- Rosa García Ascot[38]
- Robert Gerhard i Ottenwaelder[39]
- Vicenç Maria Gibert i Serra
- Julio Gómez García[40]
- Enric Granados i Campiña[41]
- Joan Kaisser i Guasch[42]
- Joan Baptista Lambert i Carminal[43]
- Joan Lamote de Grignon i Bocquet[44]
- Eduard López-Chavarri i Marco
- Antoni Marquès i Puig
- Josep Martí i Cristià
- Domènec Mas i Serracant[45]
- Antoni Massana i Bertran[46]
- Lluís Millet i Pagès[47]
- Rafael Mitjana Gordón[48]
- Enric Morera i Viura
- Josep Joaquim Nin i Castellanos[49]
- Antoni Noguera i Balaguer[50]
- José María Nemesio Otaño y Egino[51]
- Bartolomé Pérez Casas
- José María Peris Polo[52]
- Vicente Ripollès i Pérez
- Alfred Romea i Catalina[53]
- Adolfo Salazar Castro[54]
- Baltasar Samper i Marquès[55]
- Félix de Santos[56]
- Cristòfor Taltabull i Balaguer[57]
- Theodoro Valcárcel Caballero
- Rafael Vich i Bennàssar
- Ricard Viñes i Roda[58]

## Homenatges

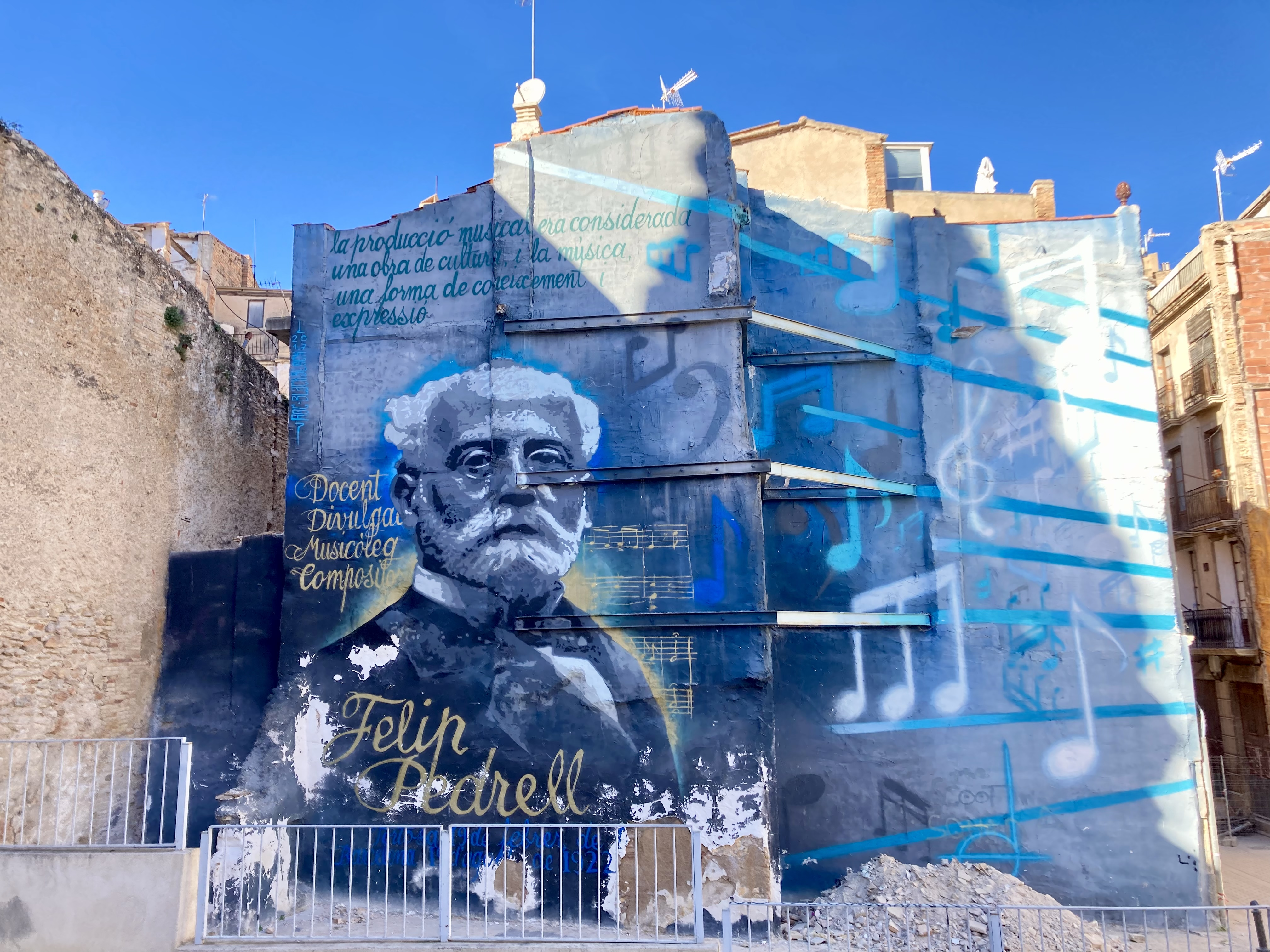
Pintura mural dedicada al compositor Felip Pedrell

El 1911, va rebre un homenatge a Tortosa, promogut pel pare Otaño, que dirigeix també la publicació dels Estudios Heortásticos, en el seu honor. Robert Gerhard li dedicà el 1918 la seva primera obra de cambra Trío en tres movimientos para violín, violoncello y piano, estrenat l'any següent a Barcelona. A Alcanar li van dedicar un carrer i a Tortosa hi ha una rambla amb el seu nom i el Teatre Auditori Felip Pedrell.

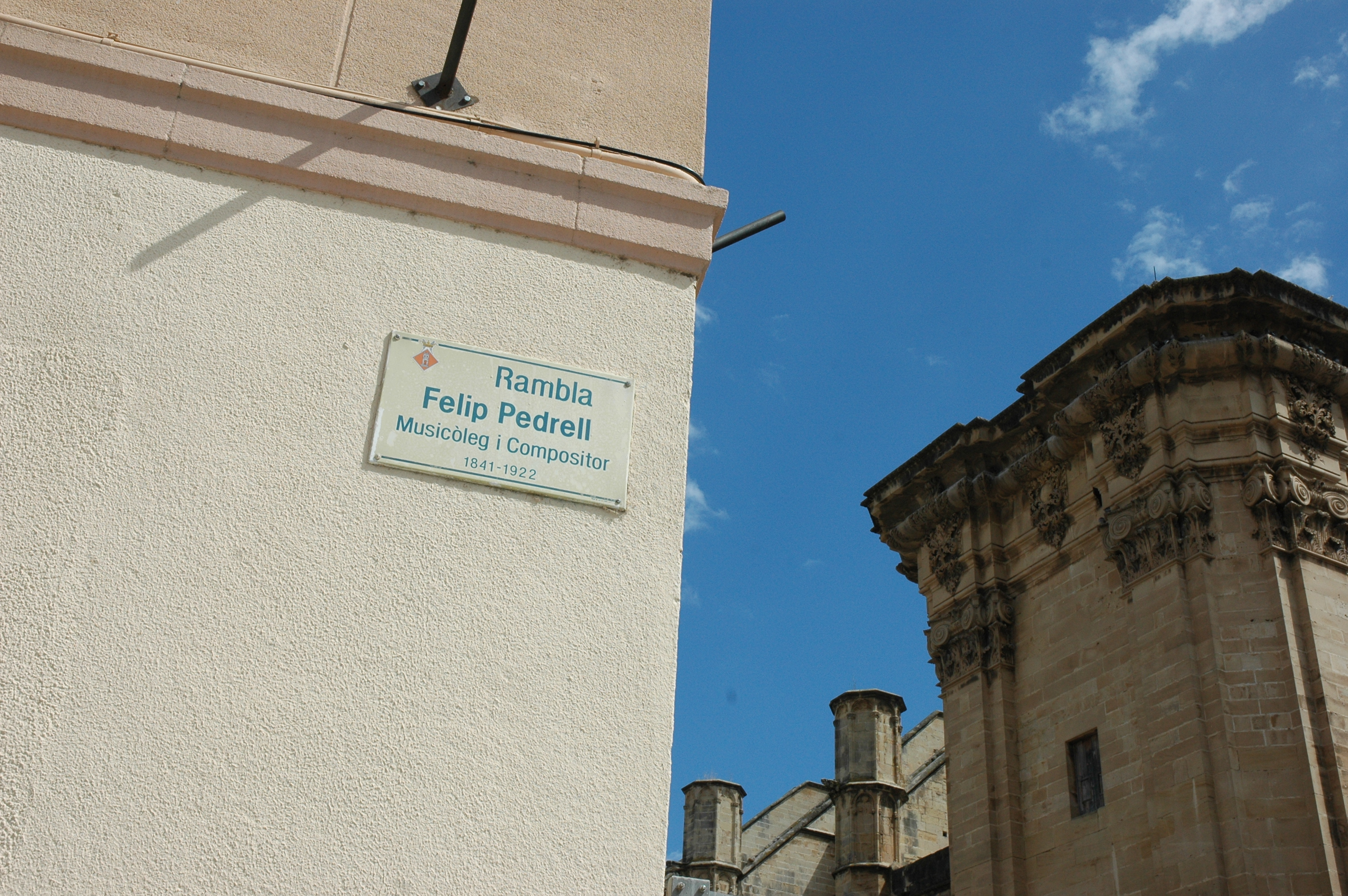
Carrer dedicat a Felip Pedrell i la catedral de Tortosa

## Obra musical
Pedrell conreà gairebé tots els gèneres musicals. Va compondre més de 300 obres. D'entre les obres, cal destacar:
Òperes
- L'ultimo abenzeraggio (Primera versió de 1874:  El Último abencerraje. Melodrama en cuatro actos de Francisco Fors de Casamayor, puesta expresamente en música por el maestro Felipe Pedrell para representarse durante la temporada de primavera de 1874 en el gran Teatro del Liceo de Barcelona.  Barcelona: Narciso Ramírez y Cía., 1874. Refosa novament entre l'1 d'agost i el 10 de setembre i reestrenada el 6 d'octubre de 1889 al Teatre Líric a Barcelona.). Edició:  L'Ultimo abenzerraggio. Opera in quattro atti. 3 vols.  Barcelona: A. Vidal y Roger.
- Quasimodo. Melodramma in quattro atti.  Barcelona: Tipografia di Tommaso Gorchs, 1875.
- Cléopâtre (1878, no s'estrenà)
- El Tasso (1878?). Poema líric en un acte. Lletra de N'A. de Lauzières de Thémines, acomodada per Don Leandro Aguilera.
- Eda (1887; només projecte, no realitzada)
- Mara (1889, projecte no realitzat)
- Els Pirineus (basada en la trilogia Els Pirineus, de Víctor Balaguer, 1893; estrenada al Liceu el 1902). Los Pirineos. Trilogía en 3 cuadros (actos) y 1 prólogo. Poema catalán de Víctor Balaguer. Música de Felipe Pedrell.  Barcelona: Juan Bta. Pujol, [1893?]. Edició musical moderna:  Los Pirineus. Ópera en tres actos. Edició crítica de Francesc Cortès i Edmon Colomer.  Madrid: Instituto Complutense de Ciencias Musicales, 2004 (Música hispana. Serie A, Música lírica. Ópera, 46).
- La Celestina: Tragicomedia lírica de Calisto y Melibea, en cuatro actos (1902) (reducció per a cant i piano)
- El comte Arnau (1904), amb text de Joan Maragall (partitura)
- La matinada (1905-06), una composició escènica de Lluís Graner amb versos d'Adrià Gual

Sarsueles amb text català
- La guardiola (1873)

Poemes simfònics
- Lo cant de les muntanyes (1877)
- I trionfi (1880)
- Excelsior (1880). Edició moderna: Bonastre, Francesc. ed. Excelsior. Poema sinfónico para orquesta.  Madrid: Instituto Complutense de Ciencias Musicales, 1992 (Música hispana (Instituto Complutense de Ciencias Musicales). Serie B, Música instrumental, 2). ISBN 8460424111.

Obres religioses
- Al·leluia (1865), per a solistes, cor i orgue
- Missa per a dues veus i orgue (1857)
- Quatre misses per a tres veus i orgue (1861, 1865, 1866)
- Dues misses per a quatre veus i orgue (1869)

Composicions de cambra
- Nocturns, per a violí, violoncel i piano i harmònium, op. 55 (1873). Edició moderna: Cortés, Francesc. ed. Nocturns.  Barcelona: Biblioteca de Catalunya, 1992 (Secció de Música, 39). ISBN 8478451021.
- Quartet de corda (1879)
- Gaillarde, per a quartet de corda (1879).
- Cinc peces breus per a conjunt instrumental. Edició moderna: Casas, Joan. ed. Cinc peces breus per a conjunt instrumental : Andante, Evohé, Jesús als pecadors, Minuetto, Pavana.  Barcelona: Generalitat de Catalunya, Departament de Cultura : Biblioteca de Cataluny, 2017. ISBN 979-0-901882-32-4.

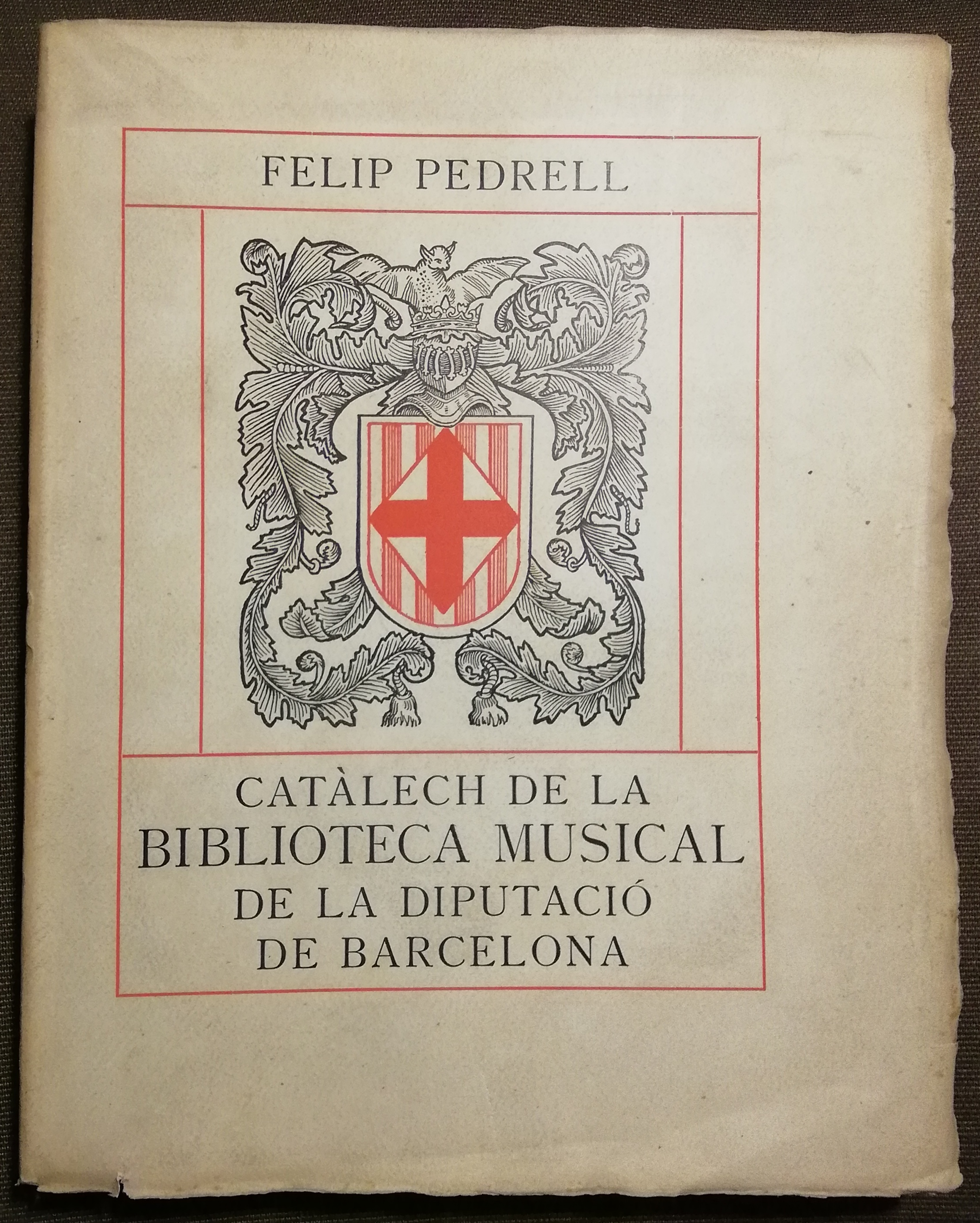
Catàleg de la biblioteca musical de la diputació de Barcelona, any 1909

Escrits de teoria i història de la música, crítica musical i musicologia
- Los Músicos españoles antiguos y modernos en sus libros o escritos sobre la música: Ensayo de una bibliografía musical española metódica y cronológica. t. 1.  Barcelona: Torres y Seguí, 1888-.
- Diccionario técnico de la música, escrito con presencia de las obras más notables en este género, publicadas en otros países, enriquecido... ... ilustrado con 117 grabados y 51 ejemplos de música y seguido de un suplemento.  Barcelona: Isidro Torres Oriol, 1894.
- Diccionario biográfico y bibliográfico de músicos y escritores de música españoles, portugueses é hispano-americanos antiguos y modernos. Acopio de datos y documentos para servir á la historia del arte musical en nuestra nación. 2 vol.  Barcelona: Víctor Berdós y Feliu, 1897. L'obra es va editar en fascícles inclosos a la Ilustración Musical Hispano-Americana Tan sols s'arribà a editar el volum 1 (A-F). El volum 2 (G-Gaz) va quedar incomplet.
- Emporio científico e histórico de organografía musical antigua española.  Barcelona: J. Gili, 1901. Edició facsímil: Valencia: Librerías París-Valencia, 1994.
- La Festa d'Elche, ou, Le drame lyrique liturgique espagnol. Le trépas et l'Assomption de la Vierge.  París: au bureau d'édition de la Schola, 1906. Primera anàlisi científica sobre la festa d'Elx.
- Catàlech de la Biblioteca Musical de la Diputació de Barcelona. Ab notes històriques, biogràfiques y crítiques, transcripcions en notació moderna dels principals motius musicals y facsímils dels documents més importants per a la bibliografía espanyola. 2 vols.  Barcelona: Diputació de Barcelona, 1908-1909.
- Las Formas pianísticas: Orígenes y transformaciones de las formas instrumentales, estudiadas en los instrumentos de teclado moderno. t. 1.  Valencia: Manuel Villar, 1918.
- Orientaciones (1892-1902).  París: Librería Paul Ollendorff, [1903?].
- Lírica nacionalizada : estudios sobre folk-lore musical.  París: Lib. Paul Ollendorff, 1909.
- Jornadas de arte : 1841-1891.  París: Sociedad de Ediciones Literarias y Artísticas, [1911].
- Musicalerías: Seleción de artículos escogidos de crítica musical.  Valencia: F. Sempere y Compañia, 1906.
- Musiquerías.  París: Sociedad de Ediciones Literarias y Artísticas: Librería Paul Ollendorff, [1912].
- Jornadas postreras: 1903-1912.  Valls: Eduardo Castells, 1922.
- Por nuestra música: Algunas observaciones sobre la magna cuestión de una Escuela lírico-nacional motivadas por la Trilogia (tres cuadros y un prólogo) Los Pirineos.  Barcelona: Imp. de Henrich y Ca., 1891. Edició facsímil amb introducció de Francesc Bonastre i Francesc Cortés: Pedrell, Felip. Por nuestra músca.  Bellaterra: Universitat Autònoma de Barcelona, 1991. ISBN 8479293004.
- Auto lírico-religioso en dos actos, representando todos los años en la Iglesia parroquial de Santa Maria de Elche, los dias 14 y 15 de Agosto. Le precede una carta del maestro Felipe Pedrell, y un escrito de Adolfo Herrera.  Madrid: José Lacoste, [1905].
- Cancionero musical popular español. 4 vols.  Valls: Eduardo Castells, [1918]-1922. Reedició: Barcelona: Boileau, 2003.
- P. Antonio Eximeno: Glosario de la gran remoción de ideas que para mejoramiento de la técnica y estética del arte músico ejerció el insigne jesuita valenciano.  Madrid: Unión Musical Española, 1920.
- Prácticas preparatorias de instrumentación : enderezadas á saber preparar la partitura y a escribir con propiedad las voces y los instrumentos.  Barcelona: Juan Gili, 1902 (Manuales enciclopédicos Gili. Serie artística).
- Tomás Luis de Victoria, abulense. Biografia, bibliografia, significado estético de todas sus obras de arte polifónico-religioso.  València: Manual Villar, 1918 (Biblioteca Villar).
- Richter, Ernst Friedrich. Tratado de armonía teórico y práctico de E. Federico Richter, vertido al español por Felipe Pedrell.  Barcelona: Juan Bta. Pujol y Ca, 1892. Reedició:  Tratado de armonía teórico y práctico.  Barcelona: Ramón Fornell, Ed.; Leipzig : Breitkoff & Haertel, 1901.
- Músics vells de la terra, una sèrie d'articles sobre músics catalans dels segles XVI-XVIII publicats en la Revista Musical Catalana (1904-10)

Edicions de música antiga, culta o popular
- Salterio Sacro-Hispano. Publicación continua de música religiosa litúrgica antigua y moderna, fundada y dirigida por el maestro Felipe Pedrell.  Barcelona: Vidal Llimona y Boceta, 1883-1905.
- Hispaniae schola musica sacra: Opera varia (saecul. XV, XVI, XVII et XVIII), diligenter excerpta, accurate revisa, sedulo concinnata a Philippo Pedrell. 8 vols.  Barcelona: Joan Bautista Pujo, 1894-1898.
- Opera omnia, ex antiquissimis, iisdemque rarissimis, hactenus cognitis editionibus in unum collecta, atque adnotationibus, tum bibliographicis, tum interpretatoriis/ Thomae Ludovici Victoria Abulenis. 8 vols.  Leipzig: Breitkopf et Härtel, 1902-1913.
- El Organista litúrgico español: Selección de composiciones de organistas clásicos españoles, precedida de avisos y prácticas para el uso y empleo del órgano litúrgico conforme a las prescripciones del Motu Proprio y á las tradiciones de la escuela clásica de órgano española, escogida y comentada por Felipe Pedrell.  Madrid: Ilfdefonso Alier, [1905].
- Veintiséis sonatas inéditas para clave, compuestas en España para la Familia Real (1729/1754). Domenico Scarlatti (1683 ó 1685-1757). Transcriptas libremente para piano por el compositor Enrique Granados. Precedidas de un Estudio biográfico-bibliográfico-crítico por Felipe Pedrell. 2 vols.  Barcelona: Vidal Llimona y Boceta, 1904 (Biblioteca musical clásica española).
- Teatro lírico español anterior al siglo XIX. Documentos para la Historia de la Música española coleccionados transcriptos e ilustrados por Felipe Pedrell. 5 vols.  La Coruña: Canuto Berea & C., 1898.
- Antologia de organistas clásicos españoles, siglos XVI, XVII y XVIII, coleccionada y comentada con juicios y datos biográfico-bibliográficos por Felipe Pedrell.  Madrid: Ildefonso Alier, [1908].
- Els Madrigals i la Missa de difunts d'En Brudieu.  Barcelona: Institut d'Estudis Catalans, 1921. (amb Higini Anglès)